# Operacja Lalgarh
Operacja Lalgarh – operacja prowadzona przez siły rządowe Zachodniego Bengalu, głównie wokół miasta Lalgarh leżącego 170 km od Kalkuty przeciwko działających tam bojówkom maoistowskim, które zorganizowały plemienny ruch PCAPA (Ludowy Ruch Przeciwko Okrucieństwu Policji). Operacja rozpoczęta 17 czerwca 2009 roku miała na celu przywróceniu ładu w stanie.

## Wydarzenia poprzedzające operację
2 listopada 2008 premier Bengalu Zachodniego Buddhadeb Bhattacharya oraz minister federalny ds. stali Ram Vilas Paswan i Jitin Prasad, podczas podróży po Bengalu wpadli na minę zdetonowaną przez maoistów. Ministrowie nie ucierpieli w incydencie, jednak sześciu policjantów ochraniających konwój odniosło rany. W komunikacie prasowym rebelianci przyznali się do przeprowadzenia wybuchu i dali wyraźnie do zrozumienia, że są przeciwni budowie fabryki stali na plemiennych terytoriach Bengalu. Mieszkańcy twierdzili, że miejscowa policja torturowała maoistów i surowo karała pod najmniejszym pretekstem. 

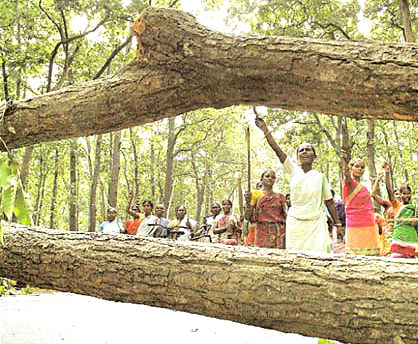
Zablokowana droga na znak protestu przeciwko policji

Wieczorem 4 listopada 2008 czterech chłopców wracających z gimnazjum zostało aresztowanych, ponieważ policja podejrzewała, że są maoistami. Wydarzenie to wywołało bunt przeciw policji mieszkańców maoistowskich rejonów Lalgarh, gdzie doszło do zatrzymania. Ludność maoistowska obległa wówczas posterunki policji, a także blokowała drogi drzewami, co doprowadziło do niedopuszczenia policji do patrolowania terenu. Utworzono wtedy antypolicyjny komitet PCAPA - Ludowy Ruch Przeciwko Okrucieństwu Policji. Komitet wysunął kilka żądań wobec policji m.in. uwolnienie osób niesłusznie aresztowanych. Niektóre postulaty komitetu zostały spełnione. Zwolnione zostały m.in. dzieci i kobiety. Maoiści nadal jednak twierdzili, że są pozbawiani podstawowych praw demokratycznych.

### Ataki rebeliantów podczas wyborów parlamentarnych
Na przełomie kwietnia i maja 2009 w Indiach odbyły się wybory parlamentarne. Podczas trwania wyborów uaktywnili się lewaccy maoistowscy rebelianci. Do pierwszych ataków doszło w rejonach plemiennych maoistów stanu Dźharkhand, podczas pierwszej tury głosowania - 16 kwietnia. Bojownicy zdetonowali minę, w trakcie gdy przejeżdżał autobusu z żołnierzami indyjskimi, po czym ostrzelali ich z moździerzy. Zginęło 7 żołnierzy i dwóch cywili. 
W stanie Bihar rebelianci zabili dwóch żołnierzy. 
Z kolei w stanie Ćhattisgarh wysadzono pojazd, którym poruszali się członkowie komisji wyborczej. Zginęło 5 pracowników. 
22 kwietnia podczas drugiej tury wyborów, grupa ok. 200 rebeliantów wkroczyła do pociągu na wschodzie Indii po czym siłą go przejęła. Do ataku doszło do na dworcu w miejscowości Ranchi. Ranchi jest stolicą prowincji Dźharkhand, która była uważany za bastion rebeliantów. Jednakże po 5 godzinach niewoli dla ok. 500 pasażerów, bojownicy ustąpili i uciekli. Według rebeliantów ustąpienie to gest dobrej woli. Przed atakiem na pociąg, wysadzono w powietrze część torów i budynek miejscowej szkoły. W tym ataku nie odnotowano ofiar.

## Operacja

Bengal Zachodni

Na spotkaniu w Midnapore 17 czerwca 2009 rząd Bengalu Zachodniego poprosił o wsparcie centralnego rządu w walce przeciwko bojówkom maoistowskim. Na specjalnym spotkaniu zdecydowano się rozpocząć ofensywę przeciwko rebeliantom. Ostateczną decyzję wystosował premier Bengalu Zachodniego Buddhadeb Bhattacharya.

### 18 czerwca
18 czerwca 2009 o godzinie 8:00 czasu indyjskiego (4:30 czasu polskiego) zdecydowano, że pierwszym celem operacji będzie Pirakata. O 16:00 (12:30 czasu polskiego) indyjskie oddziały CRPF oraz korpus policji przystąpiły do walk pod Pirakatą niedaleko Lalgarh. Maoiści na drogach ustawili powalone konary, tak by pojazdy policyjne nie mogły przejechać. Największy opór rebelianci postawili w wiosce Malida. Ok. 2000 cywilów, którzy znaleźli się w strefie walk, byli używani przez rebeliantów jako żywe tarcze. W walce oprócz broni palnej policja użyła gazu łzawiącego. Policja aresztowała kilku wieśniaków, którzy zapewnili schronienie rebeliantom. Usuwano także blokady drogowe. O 18:30 ofensywa rozprzestrzeniła się na miejscowości Bhimpur i Tirlakhali, jednak w nocy została zatrzymana przez wybuch bomby na drodze wojsk indyjskich pod Koima. Kilometr od Tirlakhali na polach ryżowych policja utworzyła obóz. Żołnierze którzy brali udział w działaniach w nocy, zostali zastąpieni przez rezerwy z obozu znajdującego się koło Pirkaty.
Pierwszego dnia walk zginęło co najmniej 10 żołnierzy Bengalu.

### 19 czerwca
19 czerwca helikoptery zrzucały ulotki informacyjne, które ostrzegały mieszkańców przed rządową ofensywą i podawały jak się zachowywać podczas zagrożenia. Siły bezpieczeństwa posuwały się w kierunku Lalgarh z czterech kierunków: z obleganej Sarengi, wschodniego Goaltore, zachodniej drogi Jhargram-Dahijuri oraz południowej drogi Midnapur- Pirakata. Ponadto do Lalgarh wysłano trzy kompanie Straży Granicznej (BSF). 
Natomiast helikoptery indyjskich sił lotniczych patrolowały obszary na których znajdowali się maoiści.
O 13:00 wokół Bhimpur zaczął działać batalion COBRA składający się z 200 żołnierzy. 
Podczas oblężenia Sarengi aresztowano 15 maoistów. 
Tego dnia siły bezpieczeństwa usuwały barykady ustawiane na drogach do różnych miejscowości oraz rozbrajano miny, podłożone przez bojowników PCAPA. Pod wsią Tinboni rebelianci przeciwstawili silny opór wojsku zmierzającego na Lalgarh. O 17:00 grupa rebeliantów uciekła z miejsca potyczki, jednakże udało się schwytać 10 maoistów. Mimo walk ok. 3000 mieszkańców wsi wyszło na drogi i utrudniało operację wojsku skandując antypolicyjne hasła.
Po południu walki miały miejsce pod Malida, Tirlakhali, Pirrakhuli, Pinbani oraz na drodze między Pirakata i Bhimpur.
O godzinie 19:45 (16:15 czasu polskiego) pod Pirakatą wybuchła mina pod przejeżdżającym pojazdem. Ciężko rannych zostało dwóch policjantów. 
O godzinie 21:00 maoiści zaatakowali posterunek policji w Lalgarh. Z kolei w Ghatshila zatrzymano kilku rebeliantów uciekających ze stanu Dźharkhand.

### 20 czerwca
Członek maoistów Koteswar Rao alias Kishenji powiedział w rozmowie telefonicznej, iż PCAPA jest skłonna do rozmów w przypadku wycofaniu się sił bezpieczeństwa i policji z rejonu Lalgarh. Ok. 5:00 rano czasu polskiego (7:30 indyjskiego) rozpoczęło się poszukiwanie rebeliantów w różnych budynkach. Nadal rozbrajano miny zakładane przez maoistów. Ok. 9:00 siły indyjskie odbiły posterunek w Lalgarh, zdobyty przez maoistów wieczorem 19 czerwca. O 13:45 policja została zaatakowana przez maoistów z broni palnej. Podczas ataku doszło do paniki wśród funkcjonariuszy. Wtedy wybuchła mina, która raniła 4 policjantów. O 15:00 zwiększone siły policyjne wróciły na miejsce pułapki przygotowanej przez rebeliantów i po ponad godzinnej strzelaninie, policja tym razem była górą.

### 21 czerwca
Policja zatrzymała cztery osoby, które zakładały miny na drodze z Sarengi do Lalgarh. Około 35 000 mieszkańców Lalgarh uciekło do innych miejsc dla bezpieczeństwa. Wiele osób, które znajdowało się w obozie w Pirakacie skarżyło się na pobicia, a kobiety na molestowanie seksualne ze strony policjantów.
Do Lalgrah przybyli ministrowie stanu Sisir Adhikari oraz Mukul Roy. Na spotkaniu z wieśniakami obiecali pomoc.

### 22 czerwca
Maoiści wezwali swoich zwolenników do wszczęcia protestów w pięciu stanach indyjskich: Bihar, Jharkhand, Bengal Zachodni, Orisa i Chhattisgarh. Miał to być znak niezadowolenia rebeliantów na zajęcie Lalgarh przez siły bezpieczeństwa. W wymienionych stanach siły bezpieczeństwa postawiono w stan najwyższej gotowości. Miasto Midnapore powracało do życia, na drogi wyjechały autobusy, jednak większość sklepów pozostała jeszcze zamknięta. Około północy czasu polskiego zawieszono kurs pociągu w rejonie Purulia, ponieważ stwierdzono podłożenie bomby na torach.